# Numero zero EP
Numero zero è il primo EP del rapper italiano Nerone, pubblicato il 28 novembre 2014 in collaborazione con il produttore musicale Biggie Paul.

## Tracce
1. Real Madrid Freestyle – 1:48
2. Numero zero (feat. Remmy) – 3:09
3. Igno-Swing Pt.2 (feat. MRB) – 2:31
4. Leon – 4:01
5. Lasciami solo (feat. Nitro) – 2:41
6. I top negri (feat. Mr. Rella) – 3:20
7. Eroe – 2:26
8. Il cantastorie – 3:14